# Chanatip Sonkham
Chanatip Sonkham (* 1. März 1991) ist eine thailändische Taekwondoin. Sie startet in der Gewichtsklasse bis 49 Kilogramm. Zudem vertrat sie Thailand im Curling bei den Winter-Asienspielen 2025 in Harbin.

## Karriere
Sonkham gewann bei ihren ersten internationalen Titelkämpfen, der Juniorenasienmeisterschaft 2007 in Amman, in der Klasse bis 46 Kilogramm auf Anhieb ihren ersten Titel. Im folgenden Jahr war sie auch bei der Juniorenweltmeisterschaft in Izmir erfolgreich und errang die Bronzemedaille. Erste Erfolge im Erwachsenenbereich gelangen Sonkham im Jahr 2009. Bei der Weltmeisterschaft in Kopenhagen erreichte sie in der Klasse bis 49 Kilogramm das Viertelfinale, wo sie Brigitte Yagüe unterlag. Bei der Universiade in Belgrad erreichte sie das Halbfinale und gewann die Bronzemedaille. Ihre erste Medaille im Erwachsenenbereich konnte sich Sonkham bei den Asienspielen 2010 in Guangzhou erkämpfen. In der Klasse bis 49 Kilogramm unterlag sie erst im Halbfinale Wu Jingyu und gewann die Bronzemedaille.
Beim asiatischen Olympiaqualifikationswettbewerb in Bangkok siegte Sonkham im Finale gegen Erika Kasahara und sicherte sich die Teilnahme an den Olympischen Spielen 2012 in London. Dort gewann sie die Bronzemedaille, nachdem sie im Halbfinale gegen Brigitte Yagüe verloren hatte.